# Protoschizomus
Genre
Protoschizomus est un genre de schizomides de la famille des Protoschizomidae.

## Distribution
Les espèces de ce genre sont endémiques du Mexique.

## Liste des espèces
Selon Schizomids of the World (version 1.0) :
- Protoschizomus gertschi Cokendolpher & Reddell, 1992
- Protoschizomus occidentalis Rowland, 1975
- Protoschizomus pachypalpus (Rowland, 1973)
- Protoschizomus purificacion Cokendolpher & Reddell, 1992
- Protoschizomus rowlandi Cokendolpher & Reddell, 1992
- Protoschizomus sprousei Cokendolpher & Reddell, 1992
- Protoschizomus treacyae Cokendolpher & Reddell, 1992

et décrite depuis :
- Protoschizomus franckei Monjaraz-Ruedas, 2013

## Publication originale
- Rowland, 1975 : A partial revision of Schizomida (Arachnida), with descriptions of new species, genus, and family. Occasional Papers of the Museum, Texas Tech University, no 31, p. 1-21.